# Palača Piccolomini

Palača Piccolomini (italijansko Palazzo Piccolomini) stoji v centru Pienze, nasproti stolnice.

## Zgodovina
Palačo, znano tudi kot Papeška, je Enea Piccolomini ali papež Pij II. naročil Bernardu Rossellinu v okviru projekta obnove Pienze kot idealnega mesta. Zasnovana v drugi polovici 15. stoletja (po letu 1459), je Rossellino za njeno gradnjo navdihnila Rucellaijeva palača v Firencah, delo njegovega mojstra Leona Battiste Albertija. Palača je eden najzgodnejših primerov renesančne arhitekture.
Palača je bila v zadnjem času uporabljena tudi za snemanje filmov za več prizorov v filmih The Devil in Love z Vittoriom Gassmanom, Le piacevoli notti vedno z Gassmanom in Ugom Tognazzijem ter za Romeo in Julijo avtorja Zeffirellija. V televizijski seriji I Medici so v stavbi in na trgu spredaj posneli veliko prizorov.

## Opis
Stavba je kvadratnega tlorisa, razvita v treh nadstropjih, narejena iz fino obdelanega kamna v lahkem klesancu, od spodaj navzgor. V pritličju so vrata, ki gledajo na osrednje dvorišče, v prvem in drugem nadstropju pa sta dve vrsti oken precejšnje širine, med seboj enako oddaljeni, ločeni z lizenami in štrlečimi venci. Vsako okno je s tankim stebrom razdeljeno na dva dela. Pod okni, kot da bi poudaril notranja tla, vzdolž vogalov poteka okvir, med nekaterimi okni pa so lepo prikazani družinski grbi v kamnu z apostolskimi oznakami v zlatu in srebru. Na severni fasadi je ogromen portal, ki predstavlja glavni vhod v stavbo.
V notranjosti palača zapira dvorišče, ki je prav tako pravokotno z ložo, podprto s kamnitimi stebri.

## Vrt
Vrt, ki zavzema prostor na južni strani stavbe, je majhen, vendar predstavlja sestavni del projekta.
Majhno terasasto območje prevladuje nad celotno Val d'Orcia, kljub nedavnim dovršitvam pa ohranja značilnosti renesančnih vrtov. Na treh straneh je obdan z visokimi kamnitimi zidovi, pokritimi z bršljanom, na strani, ki gleda na palačo, pa ga ločuje loža s tremi loki. Izpopolnjen sistem drenažnih kanalov preprečuje vstop deževnice v spodaj pokrite prostore, znotraj katerih so bili nekoč hlevi.
Pravokotne gredice, obdane z dvojno obrezanimi škatlastimi živimi mejami, omejujejo dve poti, prekrite z gramozom, ki se križata pravokotno. Na njihovem stičišču je vodnjak, medtem ko so na štirih vogalih vsake gredice posajena lovorove drevesa v obliki dežnika.
Nekatere pravokotne gredice, okrašene s sadnim drevjem in cvetočim grmovjem, so vzdolž obodnih sten. Veliki osmerokotni vodnjak, okrašen s polmesecem, ključi in tiaro Piccolominijevega grba ter vodnjak, okrašen s sadnimi venci, sta dva kiparska elementa, prisotna na vrtu iz konca 15. stoletja. Panorama doline Val d'Orcia, ki jo lahko občudujemo iz treh lokov, ki se odpirajo na zadnji steni, prevzame glavno vlogo pri zasnovi tega vrta, ki postane stičišče med arhitekturo in naravo.

## Galerija
- Dvorišče
- Loža
- Fasada proti vrtu
- Vrt